# 旗月鱼科
旗月鱼科（學名：Veliferidae）又稱草鰺科，是輻鳍魚綱月魚目的其中一科。

## 分類
旗月鱼科下分2個屬，如下：
- 後旗月魚屬(Metavelifer)
  - 棘鰭後旗月魚(Metavelifer multiradiatus)
- 旗月魚屬(Velifer)
  - 旗月魚(Velifer hypselopterus)：又稱草鰺。